# Локалитет Вајуга
Локалитет Вајуга је археолошко налазиште које се налази у Вајуги код Кладова.
Археолошко налазиште налази се на простору војне карауле на обали Дунава. Налазиште садржи остатке античког утврђења димензија 90 х 90m. Југоисточни и северозападни делови бедема су очувани. Темељи бедема су зидани техником opus cementatum, а зидови од опеке у правилним редовима везаним кречним малтером. На југоисточном углу утврђења истражена је четвороугаона кула димензија 6,40 х 5,90m. Утврђење је саграђено у време формирања заштитне границе провинције Мезије на Дунаву у 2. веку, а обновљено је у 4. и 6. веку. Значај археолошког налазишта је због очуваних остатака римског одбрамбеног утврђења и историјског континуитета утврђивања и чувања границе провинције Мезије и обале Дунава од рано римског освајања ових простора закључно са византијским и средњевековним периодом.